# Emil Marschalk von Ostheim
Emil Freiherr Marschalk von Ostheim (* 16. April 1841 in Wien; † 7. Juli 1903 in Bamberg) war ein deutscher Sammler von historischen, kulturhistorischen, genealogischen und heraldischen Büchern sowie von Archivalien.

## Herkunft
Er war der Letzte des alten fränkischen Adelsgeschlechts der Marschalk von Ostheim, einst Ministeriale (Marschälle) der Grafen von Henneberg, mit Stammburg in Ostheim vor der Rhön, im Jahr 1260 erstmals urkundlich erwähnt. Sein gleichnamiger Vater, der königlich bayerische Kämmerer Emil Freiherr Marschalk von Ostheim, Gutsherr auf Trabelsdorf (heute Ortsteil von Lisberg, Landkreis Bamberg), war am 5. Mai 1856 im Königreich Bayern bei der Freiherrnklasse immatrikuliert (eingetragen) worden.

## Leben

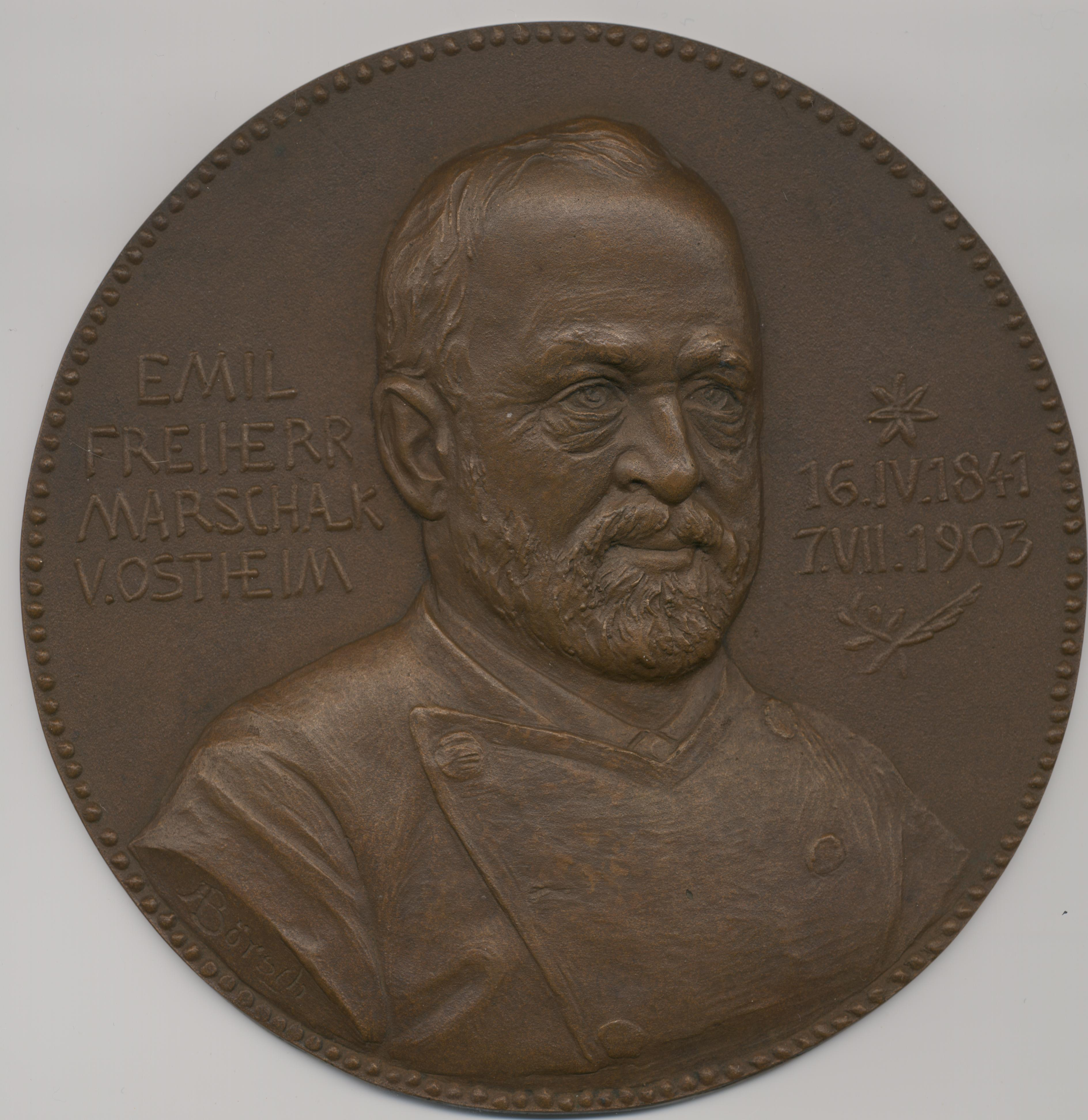
Medaille von 1903

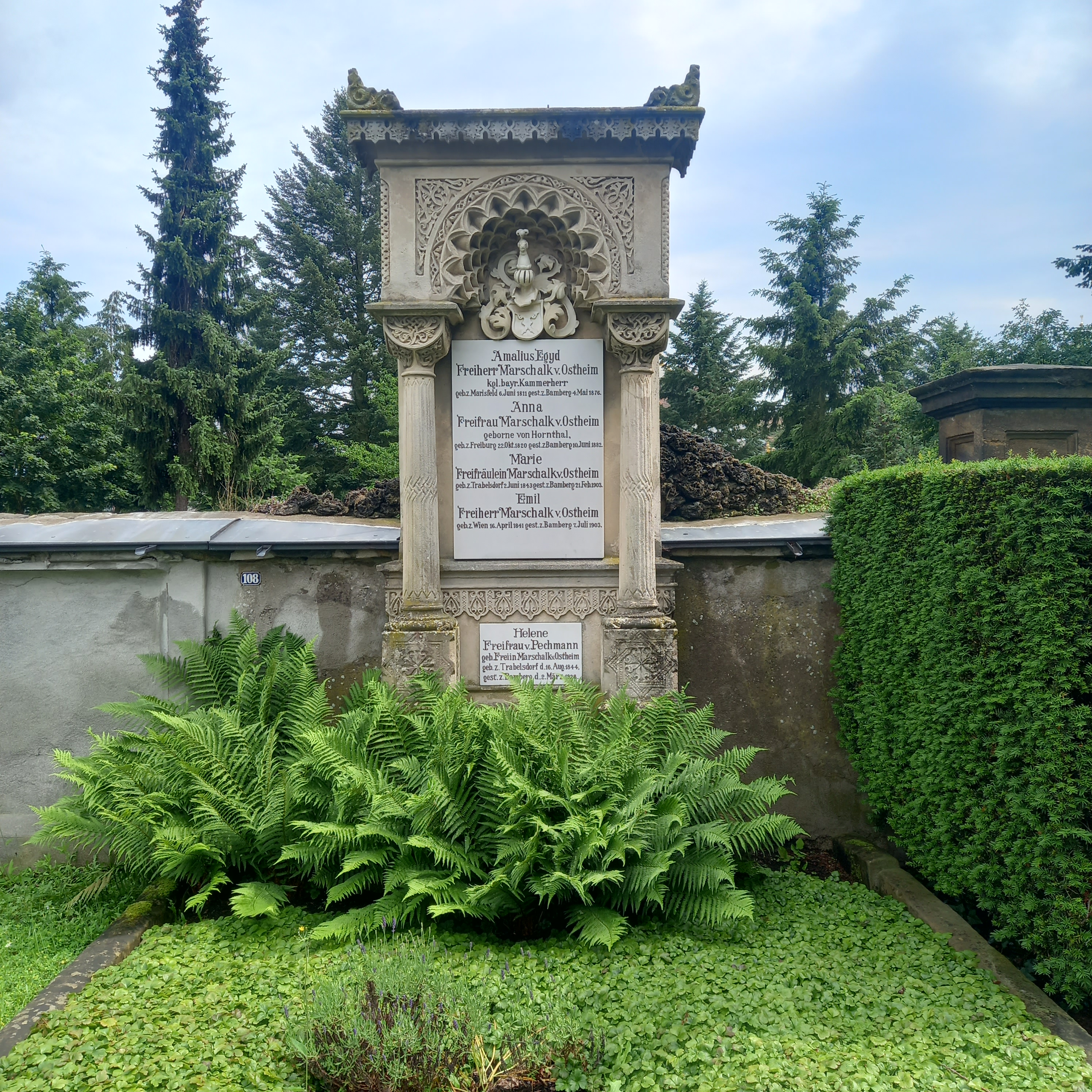
Das Grab von Emil Marschalk von Ostheim auf dem Hauptfriedhof in Bamberg

Bestattet wurde er in der Familiengruft im Bamberger Friedhof zweite Abteilung.

## Medaille
- 1903, einseitige Bronzehohlgussmedaille, 160 mm, auf seinen Tod am 7. Juli. Bärtiges Brustbild im Arztkittel dreiviertel nach rechts, im Feld bezeichnet: EMIL / FREIHERR / MARSCHALK / V. OSTHEIM <> * / 16. IV. 1841 / 7. VII. 1903 / (gekreuzt: Zweig und Schreibfeder). Medailleur: Alois Börsch (1855–1923). Literatur: Karl Gebhardt Nr. 134, Abbildung (Selbstverlag der Staatlichen Münzsammlung München)

## Nachlass
Nach seinem Tod übernahm die Königliche Bibliothek Bamberg (die heutige Staatsbibliothek Bamberg) seine umfangreiche Bibliothek und die damit verbundenen Sammlungen, stellte sie gesondert auf und veröffentlichte einen gedruckten Katalog. Schon zu seinen Lebzeiten hatte Marschalk von Ostheim wiederholt der Bamberger Bibliothek umfangreiche Schenkungen gemacht, die im allgemeinen Bestand aufgegangen sind. Marschalks Bibliothek umfasst vor allem die Geschichte des 19. Jahrhunderts. Die Werke zur Revolutionsgeschichte beinhalten neben der Französischen Revolution insbesondere Literatur zur deutschen Revolution von 1848/1849. Außerdem enthält seine Bibliothek einen umfangreichen Bestand an Sammelbänden mit Personal- und Gelegenheitsschriften sowie genealogische und heraldische Literatur, wobei die Schwerpunkte im fränkisch-thüringischen Raum liegen, außerdem Reisebeschreibungen und topografische Werke. Einzelne Bestandteile reichen teilweise in frühere Jahrhunderte zurück. Sprachlich dominant sind Deutsch und Französisch. In den Grafischen Sammlungen der Bibliothek befinden sich Karikaturen und Einblattdrucke zu Zeitereignissen.
Im Staatsarchiv Bamberg befindet sich nicht nur sein persönlicher Nachlass, sondern auch der der Gesamtfamilie Marschalk von Ostheim.

## Stiftung
Erst vier Jahre nach Marschalks Tod, also im Jahr 1907, wurde aus seinem Vermögen die Marschalk-von-Ostheim’sche Stiftung zur Förderung und Mehrung des Bamberger Kunst- und Kulturbesitzes eingerichtet, aus der noch heute Stipendien an junge Wissenschaftler und Künstler (bis zum Alter von 30 Jahren) gezahlt werden. Das Stiftungsvolumen hat allerdings durch die Inflation und zwei Weltkriege erhebliche Einbußen erlitten.
Marschalks Wohnhaus in der Sophienstraße 1 (heute Willy-Lessing-Straße) wurde 1903 vom Bamberger Bankhaus A. E. Wassermann erworben.

## Publikationen
- Die Bamberger Hofmusik unter den drei letzten Fürstbischöfen. Festschrift zum 50-jährigen Jubiläum des Liederkranzes Bamberg, Hübscher Verlag, Bamberg 1885